# Martín García
Pour les articles homonymes, voir Martín García (homonymie) et García.
Martín Alberto García, né le 2 mai 1977 à Buenos Aires, est un joueur de tennis argentin, professionnel de 1996 à 2009.

## Carrière
Spécialiste de double, il a remporté 8 titres ATP et atteint 14 autres finales.
Son meilleur résultat en Grand Chelem est une demi-finale en double au tournoi de Roland-Garros 2000 avec Tomás Carbonell.
Il a joué avec l'équipe d'Argentine de Coupe Davis en 2000 et 2001.

## Parcours dans les tournois duGrand Chelem

### En simple
N'a jamais participé à un tableau final.

### En double
| Année | Open d'Australie            | Open d'Australie          | Internationaux de France      | Internationaux de France | Wimbledon                    | Wimbledon                 | US Open                      | US Open                   |
| ----- | --------------------------- | ------------------------- | ----------------------------- | ------------------------ | ---------------------------- | ------------------------- | ---------------------------- | ------------------------- |
| 1999  | —                           | —                         | —                             | —                        | —                            | —                         | 1er tour (1/32) D. Roditi    | M. Keil L. Lobo           |
| 2000  | 1er tour (1/32) M. Puerta   | Á. López Morón A. Portas  | 1/2 finale T. Carbonell       | P. Haarhuis S. Stolle    | 1er tour (1/32) T. Carbonell | O. Delaitre F. Santoro    | 1er tour (1/32) T. Carbonell | C. Haggard T. Vanhoudt    |
| 2001  | 1/8 de finale D. Adams      | N. Lapentti C. Moyà       | 1er tour (1/32) D. Adams      | T. Cibulec L. Friedl     | 1er tour (1/32) D. Nargiso   | J. Novák D. Rikl          | 2e tour (1/16) C. Suk        | M. Damm D. Prinosil       |
| 2002  | 1er tour (1/32) C. Suk      | J. Björkman T. Woodbridge | 1er tour (1/32) L. Lobo       | W. Arthurs P. Hanley     | 2e tour (1/16) L. Lobo       | J. Björkman T. Woodbridge | 1er tour (1/32) M. Rodríguez | B. MacPhie N. Zimonjić    |
| 2003  | 1er tour (1/32) F. González | J. Coetzee C. Haggard     | 1er tour (1/32) D. Nalbandian | M. Llodra F. Santoro     | 2e tour (1/16) D. Nalbandian | B. Bryan M. Bryan         | 2e tour (1/16) G. Oliver     | F. Čermák L. Friedl       |
| 2004  | 2e tour (1/16) S. Prieto    | B. Bryan M. Bryan         | 1er tour (1/32) L. Arnold Ker | Y. Allegro M. Kohlmann   | 2e tour (1/16) L. Arnold Ker | J. Björkman T. Woodbridge | 1er tour (1/32) S. Prieto    | M. Bhupathi M. Mirnyi     |
| 2005  | 2e tour (1/16) M. Hood      | J. Melzer A. Waske        | 1/8 de finale L. Arnold Ker   | J. Knowle J. Melzer      | 1er tour (1/32) L. Horna     | K. Beck J. Levinský       | 1er tour (1/32) L. Horna     | J. Benneteau N. Mahut     |
| 2006  | 1er tour (1/32) L. Horna    | S. Aspelin T. Perry       | 1er tour (1/32) L. Arnold Ker | N. Almagro A. Portas     | 1/8 de finale S. Prieto      | J. Björkman M. Mirnyi     | 1er tour (1/32) L. Horna     | L. Burgsmüller T. Parrott |
| 2007  | 1er tour (1/32) S. Prieto   | O. Rochus K. Vliegen      | 2e tour (1/16) S. Prieto      | Ł. Kubot O. Marach       | 2e tour (1/16) S. Prieto     | H. Levy R. Ram            | 1er tour (1/32) S. Prieto    | N. Massú V. Spadea        |
| 2008  | 1er tour (1/32) O. Marach   | J. Benneteau N. Mahut     | —                             | —                        | 1er tour (1/32) G. Cañas     | C. Berlocq E. Schwank     | —                            | —                         |

N.B. : le nom du ou de la partenaire se trouve sous le résultat ; le nom des ultimes adversaires se trouve à droite.